# Швайх
Швайх (нем. Schweich) — город в Германии, в земле Рейнланд-Пфальц. 
Входит в состав района Трир-Саарбург. Подчиняется управлению Швайх-ан-дер-Рёмишен-Вайнштрассе. Включает в себя ортсбецирк Иссель и районы Ам-Атцертвальд, Ам-Банхоф-Швайх, Ам-Гейльбруннен, Ам-Туннель, Андресмюле, Ауф-Машайд, Ауф-Шоденпфедхен, Боненфельдхоф, Кемпсмюле, Лайненхоф, Лойзелойксмюле, Молиторсмюле, Остерборнхоф, Тезенмюле, Унтерм-Ротенберг, Форстхаус-ин-дер-Квинт, Хардтхоф, Хаус-Мюльхен, Хинтер-дер-Андресмюле, Шиммельхоф. Население составляет 6699 человек (на 31 декабря 2010 года). Занимает площадь 31,09 км². Официальный код  —  07 2 35 125.

## Города-побратимы
- Марсанне-ла-Кот, Франция
- Портисхед, Великобритания

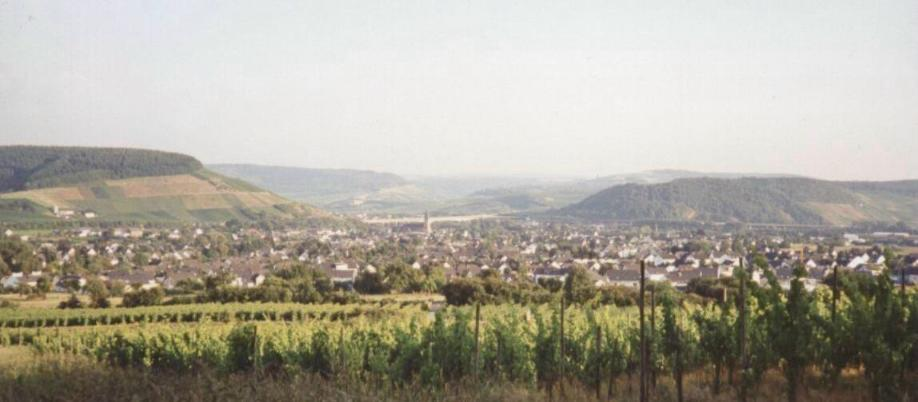
Швайх

- Крокова, Польша
- Ренессе, Нидерланды
- Муриальдо, Италия